# 오 (십국)
오(吳, 902년 ~ 937년)는 중국 오대십국 시대 10국 중 하나로써 당나라 절도사 양행밀(楊行密)이 양쯔 강 하류 금릉(金陵; 현재의 난징)을 중심으로 강소성, 안휘성, 강서성을 지배했던 나라이다. 강남의 풍부한 경제력을 배경으로 강력한 세력을 자랑했으나, 이변(李昪)에 의해 제위를 찬탈당해 남당이 대신 들어서게 되었다. 국호가 오나라였지만 춘추시대 오(吳)나라와 삼국시대 손권의 오(吳)나라와 구별하기 위해 양오(楊吳)라 부르고, 이 명칭은 양(楊)씨가 지배한 오나라는 호칭이다. 또 다른 명칭은 남오(南吳), 회남(淮南)이란 호칭을 사용하기도 한다.

## 역사
창시자 양행밀은 여주 합비(廬州 合肥, 현재 안휘성 합비시)사람으로 당나라 말기 혼란 속에 처음엔 도둑이었다가 군에 들어가 세력을 규합하여 고향 노주를 점령하자 당나라는 회유책을 써서 그를 노주자사에 임명하였다. 그 후 양행밀은 주위지역을 차례로 점령하면서 892년 양저우(揚州)을 점령하여 회남절도사(淮南節度使)가 되었다.
이윽고 장강을 아우르는 중류지역을 제압하여 일대세력권을 쌓았다. 그 후 남하하는 주전충(이때는 아직 후량을 건국하지 않았다)과 다툼을 벌였고, 회하(淮河)의 경계선을 확보하여 절강성을 근거지로 삼았던 오월과 소주(蘇州)을 둘러싼 쟁탈전을 벌였으나 패배하여 소주는 오월의 것이 되었다. 그래도 강대한 세력을 지녔기에 902년 당나라 조정으로부터 오왕에 봉해졌다. 양행밀은 자립은 했어도 어디까지나 당나라의 신하로써의 입장을 관철하여 죽을 때까지 당나라의 원호(元號)를 사용하였다.
양행밀의 힘의 원천은 도적무리들과 당나라의 잔존병을 모아서 편성한 흑운도(黑雲都)라고 불리는 친위군단에 있었다. 이 군대는 전신을 검은 갑옷으로 무장하였기에 붙여진 이름이었다. 양행밀은 이들을 데리고 반대 세력을 무찔렀으나 너무 이 군단을 의지한 결과 흑운도의 지휘관이었던 서온(徐溫)과 장호(張顥)가 실권을 장악하기에 이른다.
905년 양행밀이 죽자 장남 양악(楊渥)이 옹립되었다. 그 시기 강서번진을 파괴하고 영역을 남쪽까지 확대해서 초에게서 악주(鄂州, 현재의 후베이성 우한시), 악주(岳州, 현재의 후난성 웨양시)를 빼앗아 오의 최대판도를 이룩했다. 그러나 양악은 완전히 괴뢰에 불과하였다. 그래서 그는 괴뢰에서 벗어나려고 하다가 908년 암살당하고, 동생 양융연(楊隆演, 본명은 양위(楊渭)이다)이 새로운 괴뢰황제로 옹립되었다.
그해 서온은 장호를 제거하고 권력을 장악하여 918년 양융연을 오국왕으로 삼고, 자신은 태사(太師)가 되었다. 다음해 양융연이 죽자 동생 양부(楊溥)를 옹립하고 선양에 대한 준비에 들어갔으나, 927년 서온은 야망을 이루지 못하고 사망했다.
그 후 서온의 권력을 물려받은 양자 서지고(후에 이변)는 양부를 황제의 자리에 올린 뒤, 937년 선양을 받아 제(齊)나라를 건국했다. 이후 제나라는 국호를 고쳐 당나라(남당)이라고 하였다.

## 같이 보기
- 오대 십국 시대

| 대수  | 묘호                              | 시호                             | 휘             | 연호 | 재위 기간     | 능호       |
| ----- | --------------------------------- | -------------------------------- | -------------- | --- | ------------- | ---------- |
| 제1대 | 오 태조 (吳太祖) (양오 예제 추숭) | 무황제 (武皇帝) <효무왕(孝武王)> | 양행밀(楊行密) | - | 902년 ~ 905년 | 흥릉(興陵) |
| 제2대 | 오 열조 (吳烈祖) (양오 예제 추숭) | 경황제 (景皇帝) <위경왕(威景王)> | 양악(楊渥)     | - | 905년 ~ 908년 | 소릉(紹陵) |
| 제3대 | 오 고조 (吳高祖) (양오 예제 추숭) | 선황제 (宣皇帝) <선왕(宣王)>     | 양융연(楊隆演) | 무의(武義) 919년 ~ 920년 | 908년 ~ 920년 | 숙릉(肅陵) |
| 제4대 | -                                 | 예황제 (睿皇帝)                  | 양부(楊溥)     | 무의(武義) 920년 ~ 921년 순의(順義) 921년 ~ 927년 건정(乾貞) 927년 ~ 929년 대화(大和) 929년 ~ 935년 천조(天祚) 935년 ~ 937년 | 920년 ~ 937년 | 평릉(平陵) |